# Eudoxia de Trebisonda
Eudoxia Comnena (murió después del 4 de septiembre de 1395), fue una noble trapisondesa, y un miembro de la poderosa dinastía bizantina de los Comnenos como la hija del emperador Alejo III de Trebisonda y de Teodora Cantacucena.
Ella fue llamada Despoina en Sinop después de su primer matrimonio con el musulmán turcomano Tadjeddin Pasha de Sinop, emir de Limnia, que había sido arreglado por su padre para fomentar las relaciones pacíficas entre los cristianos griegos pónticos y los vecinos musulmanes.
Después de la muerte de Tadjeddin se casó con Constantino Dragaš, un señor serbio semiindependiente Este matrimonio sentó un precedente de un bizantino casándose con una antigua mujer de un harén Aunque no tuvieron hijos, ella aportó hijos de su primermatrimonio, incluida Helena Dragaš.
El 17 de mayo de 1395, perdió a su segundo marido en la batalla de Rovine. Después de este año, no se conocen más noticias suyas, aunque se supone que pasó sus últimos años en Trebisonda.